# Список песен Александра Серова
В статье перечислены песни из репертуара Александра Серова.
В списке, в алфавитном порядке, перечислены песни, которые в разные годы исполнял Александр Серов. После названия песни, указаны — композитор (автор музыки) и поэт (автор слов).

## Песни

### На английском языке

#### A, D, G, I, L, M, T, Y
1. Amarillo
2. Do You Remember?
3. Goodbye — И. Я. Крутой — О. Горбунов
4. I’m Crying
5. Lady Night
6. Love Me Tonight
7. Misty
8. The Key From My Heart — дуэт с Ириной Отиевой — И. Я. Крутой — В. Матецкий
9. You're In My Heart
10. You Love Me

### На русском языке

#### А
1. Авиапочта — И. Я. Крутой — Д. Усманов

#### Б
1. Бесконечная любовь — О. Иванов — Н. Потёмина, А. Серов
2. Буду ждать — И. Я. Крутой — С. Крылов

#### В
1. Вдохновение — И. Я. Крутой — Р. Ф. Казакова
2. Верить в любовь — И. Я. Крутой — Г. Витке
3. Вернись, любовь — О.Зацепин — О.Зацепин
4. Во имя жизни А. Пахмутова Н. Добронравов
5. 1996 — ”Ворованная ночь” (И. Крутой - С. Бесчастный)
6. Воскресенье — А. А. Бабаджанян — C. Льясов
7. Выбирай — И. Я. Крутой — К. Арсенев
8. Выдумал тебя Е. Мартынов М. Танич

#### Г
1. Гимн «Шахтёра» — И. Я. Крутой — К. Арсенев

#### Д
1. Джеймс Бонд — А. Серов — И. Резник
2. 'Давай друг друга украдём '— И. Я. Крутой — Н. Зиновьев
3. Дон-Кихоты — И. Я. Крутой — А. Серов
4. Дорога без конца (Путь солдата) — И.Петренко - Я. Голяков

#### З
1. Звездопад — И. Я. Крутой — И. Ю. Николаев
2. Зирка

#### К
1. Как быть? — И. Я. Крутой — А. Косарев — из к/ф «Сувенир для прокурора»
2. Капель — А. А. Бабаджанян  — Р. И. Рождественский
3. Круиз — Р. Майоров - М. Рябинин  дуэт с Ольгой Зарубиной
4. Курортный роман

Л
1. Любовь возвратится к тебе А. Нестеров П. Леонидов

#### М
1. Мадонна — И. Я. Крутой — Р. Ф. Казакова
2. Маргарита — К. А. Брейтбург — И. Д. Шаферан
3. Марина
4. Мария
5. Миг удачи — И. Я. Крутой — А. Косарев — из к/ф «Сувенир для прокурора»
6. Мир для влюблённых — И. Я. Крутой — Д. Усманов
7. Мир и радость вам, живущие — И. Я. Крутой — К. Кулиев
8. Моя богиня - В. Тененбаум - А.Ядров
9. Музыка венчальная — И. Я. Крутой — Р. Ф. Казакова

#### Н
1. Надежды свет - А. Серов - С. Саунин
2. Надо уходить - Д. Жаров - С. Осиашвили
3. Не надо — И. Я. Крутой — Н. Зиновьев
4. Ностальгия по тебе — Julio Iglesias — А. Н. Серов
5. Ночным Белградом — Д. Кралич — Д. Фире

#### О
1. Обледенелая дверь — И. Я. Крутой — А. Серов
2. Осенний свет — Ж. Татлян — С. Льясов
3. Осенняя роса И. Ошка - Ю. Гарин
4. Осенняя свадьба — О. Иванов — Н. Потёмкина

#### П
1. Палермо — Meredith Wilson — А.Серов
2. Песня Земли — И. Я. Крутой — К. Кулиев
3. 1997 — ”Поезд Киев-Москва” (И. Крутой - И. Лазаревский)
4. Признание — И. Я. Крутой — С. Алиханов, А. Жигарев
5. Проклятая - В. Окороков - С.Белявская
6. 1993 — ”Прости и прощай” (И. Крутой - Р. Рождественский)
7. Прости меня — M. Ranieri — А. Серов
8. Прощание с морем — И. Я. Крутой — А. Серов
9. Птица — А. Серов — А. Серов
10. Пустыня — В. Г. Добрынин - М. Рябинин
11. Путь солдата (Дорога без конца) — И.Петренко - Я. Голяков

#### С
1. Свет надежды (правильное название) А. Серов - С. Саунин
2. Свечи Е. Мартынов А. Поперечный, А. Серов
3. Синьорита
4. Сказочный Версаль — А. Серов — А. Серов
5. Спорт — твой друг — И. Я. Крутой — Л. П. Дербенёв
6. Судьбе назло — И. Я. Крутой — Р. Ф. Казакова
7. Сюзанна — И. Я. Крутой — Л. Воронцова

#### Т
1. Ты
2. Ты меня любишь! — И. Я. Крутой — Р. Ф. Казакова

#### Э
1. Элизабет (русский текст А. Серов)
2. Эта песня (русский текст А. Серов)
3. Эхо первой любви Е. Г. Мартынов, Р. Рождественский)

#### Я
1. Я в тебя давно влюблён — И. Я. Крутой — М. Рябинин
2. Я живу В. Г. Добрынин С. А. Осиашвили
3. 1995 — ”Я люблю тебя до слёз” (И. Крутой - И. Николаев)
4. Я не верю (Pobre Diablo) — Julio Iglesias, Manuel De Le, Calva Diego — А.Серов
5. Я одинокий (33 Anos) — Julio Iglesias, Manuel De Le, Calva Diego — А.Серов
6. Я то плачу, то смеюсь… (Дверь) — И. Я. Крутой — А. Серов